# آمبرلا کورپوریشن
آمبرلا کورپوریشن (انگلیسی: Ambrella Corporation) شرکت بازی ویدئویی ژاپنی است، که در سال ۱۹۹۶ تأسیس شد.